# Klein (Familienname)

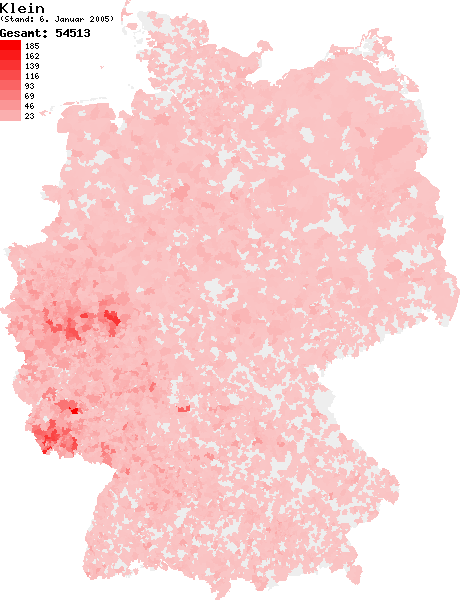
Verteilung des Namens Klein in Deutschland (2005)

Der Familienname Klein entstand als Übername (Eigenschaftsname) wahrscheinlich nach der Körpergröße oder auch nach Eigenschaften, die von der früheren Bedeutung des Wortes klein herrühren. So bedeutete kleine im Mittelhochdeutschen: rein, fein, klug scharfsinnig, zierlich, hübsch, nett, zart, schmächtig, hager, dünn, unansehnlich, schwach, gering. Kleini hatte im Althochdeutschen folgende Bedeutungen: glänzend, glatt, sauber, sorgfältig, zierlich, dünn, gering, wenig. Es besteht sprachlich eine Verwandtschaft mit dem englischen Wort clean.

## Varianten und Zusammensetzungen
Zu Klein gibt es die Varianten Kleine, Kleiner, Kleinecke, Kleinicke, Kleinke, Kleinmann und Kleinert. Kleinová ist ein tschechischer weiblicher Familienname.
Klein kommt als erster Namensteil in mehreren Zusammensetzungen vor, zum Beispiel in Kleinfeld, Kleinhans und Kleinpeter (der jüngere Hans bzw. Peter), Kleinknecht, Kleinschmidt (Schlosser) und Kleinwächter.

## Häufigkeit
Der Familienname Klein steht an 15. Stelle auf der Liste der häufigsten Familiennamen in Deutschland. Er ist der häufigste deutsche Familienname, der nicht von einer Berufsbezeichnung abgeleitet ist. In Deutschland und Österreich tragen circa 57.000 Familien diesen Namen. Besonders häufig ist er im Saarland und in Rheinland-Pfalz.
Aber auch in Ländern wie Rumänien, Russland, Spanien, Frankreich und Amerika wird der Name Klein von Familien getragen.

## Namensträger

### A
- A. J. Klein (* 1991), US-amerikanischer American-Football-Spieler
- Abraham Klein (Physiker) (1927–2003), US-amerikanischer Physiker
- Abraham Klein (Schiedsrichter) (* 1934), israelischer Fußballschiedsrichter
- Adam Wilhelm Klein (1922–2015), deutscher Versicherungsmanager und Hochschullehrer
- Adolf von Klein (1805–1892), württembergischer Generalstabsarzt und Naturforscher
- Adolf Klein (Bankier) (1844–1916), österreichischer Bankier und Industrieller
- Adolf Klein (Schauspieler) (1847–1931), österreichischer Schauspieler und Theaterdirektor
- Aika Klein (* 1982), deutsche Shorttrackerin
- Albert Klein (Politiker, 1836) (1836–1902), deutscher Politiker (NLP), MdL Baden
- Albert Klein (Unternehmer) (1881–1962), deutscher Unternehmer
- Albert Klein (Bischof) (1910–1990), deutscher Geistlicher, Bischof in Rumänien
- Albert Klein (Politiker, 1921) (1921–2013), deutscher Kommunalpolitiker (SPD)
- Albert Klein (Literaturwissenschaftler) (1939–2017), deutscher Literaturwissenschaftler und Hochschullehrer
- Albert Klein von Wisenberg (1807–1877), österreichischer Unternehmer
- Alexander Klein (Architekt) (1879–1961), deutsch-israelischer Architekt
- Alexander Klein (Schriftsteller) (1918–2002), ungarisch-amerikanischer Schriftsteller
- Alexander Klein (Journalist) (* 1982), deutscher Journalist
- Alexandra Klein (Musikerin) (* 1972), deutsche Organistin und Komponistin
- Alexandra Klein (Erziehungswissenschaftlerin) (* vor 1977), deutsche Erziehungswissenschaftlerin und Hochschullehrerin
- Alexandra-Maria Klein (* 1972), deutsche Biologin und Hochschullehrerin
- Alfons Klein (Künstler) (1905–1983), deutscher Maler und Bildhauer
- Alfons Klein (Verwaltungsbeamter) (1909–1946), deutscher NS-Täter
- Alfons Klein (Politiker) (1926–1984), deutscher Politiker (CDU)
- Alfons Klein (Geistlicher) (1929–2015), deutscher Jesuit und Autor
- Alfons Klein (Philologe) (* 1935), deutscher Philologe
- Alfred Klein (SS-Mitglied) (1912–1972), deutscher SS-Hauptscharführer
- Alfred Klein (Wirtschaftswissenschaftler) (1915–2003), deutscher Wirtschaftswissenschaftler und Hochschullehrer
- Alisa Klein (* um 1990), deutsche Jazzmusikerin
- Allen Klein (1931–2009), US-amerikanischer Musikmanager
- Ally Klein (* 1984), deutsche Autorin
- Andrea Klein (* 1973), deutsche Fußballspielerin
- Andrea Berger-Klein (* 1961), deutsche Politikwissenschaftlerin und Hochschullehrerin
- Andreas Klein (Schauspieler), deutscher Theater- und Filmschauspieler
- Andreas Klein (Synchronsprecher),  deutscher Synchronsprecher und Hörspielsprecher
- Andreas Klein (Filmproduzent) (* 1962), deutscher Filmproduzent und Unternehmer
- Andreas Klein (Theologe) (* 1967), österreichischer evangelischer Theologe
- Andreas Klein (Kabarettist), deutscher Kabarettist
- Angelika Klein (* 1951), deutsche Politikerin (Die Linke)
- Anna Klein (1883–1941), deutsche Malerin und Grafikerin
- Anna Klein-Plaubel (1900–1990), deutsche Oberaufseherin in den Konzentrationslagern Ravensbrück
- Anna Frank-Klein (1894–1977), deutsch-israelische Malerin
- Anne Klein (Modedesignerin) (1923–1974), US-amerikanische Modedesignerin
- Anne Klein (1950–2011), deutsche Juristin, LGBT-Aktivistin und Politikerin
- Anne Brüggemann-Klein (* 1956), deutsche Informatikerin und Hochschullehrerin
- Anne C. Klein (* 1947), US-amerikanische Religionswissenschaftlerin
- Anneliese Klein (Politikerin, 1926) (1926–2013), deutsche Politikerin (SPD)
- Anneliese Klein (Politikerin, 1941) (* 1941), österreichische Winzerin und Politikerin (FPÖ)
- Annette Klein (Diplomatin) (* 1962), deutsche Diplomatin
- Annette Maria Klein (* 1976), deutsche Psychologin und Hochschullehrerin
- Ansgar Sebastian Klein (* 1966), deutscher Historiker
- Anton von Klein (1746–1810), deutscher Jesuit, Sprachforscher und Dichter
- Anton Klein (Politiker, 1775) (1775–1853), deutscher Politiker
- Anton Klein (Kirchenhistoriker) (1788–1867), österreichischer Priester und Kirchenhistoriker
- Anton Klein (Buchdrucker) (1830–1901), österreichischer Buchdrucker
- Anton Klein (Politiker, II), österreichischer Politiker, Krainer Landtagsabgeordneter
- Anton Klein (Politiker, III), österreichischer Politiker, Kärtner Landtagsabgeordneter
- Anton Klein (Umweltschützer) (1925–2013), österreichischer Polizist und Umweltschützer
- Antonie Klein (1806–1870), deutsche Schriftstellerin
- Armin Klein (Politiker, 1922) (1922–2009), deutscher Politiker (CDU), Oberbürgermeister von Bad Homburg vor der Höhe
- Armin Klein (Politiker, 1939) (* 1939), deutscher Politiker (CDU), MdL Hessen
- Armin Klein (Kulturwissenschaftler) (1951–2023), deutscher Kulturwissenschaftler
- Arnd Klein-Zirbes (* 1970), deutscher Verbandsfunktionär
- Arnold Klein (1945–2015), US-amerikanischer Dermatologe
- Artem Klein (* 1994), deutsch-russischer Eishockeyspieler
- Arthur Klein (Mediziner) (1863–1930), österreichischer Internist
- Arthur Klein (Leichtathlet), deutscher Mittelstreckenläufer
- Arthur George Klein (1904–1968), US-amerikanischer Politiker
- Astrid Klein (* 1951), deutsche Malerin, Grafikerin, Designerin und Fotografin
- August Klein (Unternehmer) (1810–1897), deutscher Unternehmer
- August Klein von Ehrenwalten (1824–1890), deutsch-österreichischer Unternehmer
- August Carl Klein (1847–1920), deutscher Politiker, Bürgermeister von Saarbrücken
- Augusta Klein (1866–1943), britische Schriftstellerin
- Axel Klein (Sozialanthropologe) (* 1961), deutscher Sozialanthropologe
- Axel Klein (Musikwissenschaftler) (* 1962), deutscher Musikwissenschaftler
- Axel Klein (Chemiker) (* 1964), deutscher Chemiker
- Axel Klein (Japanologe) (* 1968), deutscher Japanologe

### B
- Balthasar Klein († 1556), Mediziner
- Barbara Klein (Schauspielerin) (* 1942), deutsche Schauspielerin
- Barbara Klein (Intendantin) (* 1954), österreichische Theatergründerin und Intendantin
- Beat Klein (* 1956), Schweizer Künstler, siehe Hendrikje Kühne und Beat Klein
- Beate Hartinger-Klein (* 1959), österreichische Managerin und Politikerin
- Beatrix Klein (* 1953), ungarische Tennisspielerin
- Benedikt Klein (* 1980), deutscher Germanist
- Benjamin Klein (* 1943), US-amerikanischer Wirtschaftswissenschaftler
- Bernat Klein (1922–2014), serbisch-britischer Textildesigner und Maler
- Bernd Klein (Maschinenbauingenieur) (* 1947), deutscher Maschinenbauingenieur und Autor von Lehrbüchern
- Bernd Klein (Informatiker) (* 1957), deutscher Informatiker und Autor von Lehrbüchern
- Bernd Klein (* 1958), deutsch-amerikanischer Geschäftsmann, Autor, vermeintlicher Wunderheiler und Verschwörungstheoretiker, nach Namensänderung Leonard Coldwell
- Bernd Klein (Radioastronom) (* 1967), Hochschulprofessor und wissenschaftlicher Leiter der Forschungsabteilung „Digitale Signalverarbeitung“ am Max-Planck-Institut für Radioastronomie in Bonn
- Bernhard Klein (Bildhauer) (1565–1636), deutscher Steinbildhauer und Stuckateur
- Bernhard Klein (1793–1832), deutscher Komponist
- Bernhard Klein (Künstler) (1888–1967), deutscher Grafiker, Maler, Bühnenbildner und Animator
- Bernhard Klein (Gewerkschafter) (1892–?), deutscher Gewerkschafter und Widerstandskämpfer
- Bernhard Klein (Architekt) (* 1953), deutscher Architekt und Städtebauhistoriker
- Berthold Klein (* 1941), deutscher Politiker (SPD)
- Bettina Klein (* 1966), deutsche Hörfunkredakteurin und Moderatorin
- Bill Klein (* 1948), US-amerikanischer Unternehmer und Pokerspieler
- Birgit Klein (* 1962), deutsche Rabbinerin und Schriftstellerin
- Bruno Klein (Kunsthistoriker) (* 1957), deutscher Kunsthistoriker
- Bruno Maria Klein (1891–1968), österreichischer Entomologe und wissenschaftlicher Illustrator
- Bruno Oskar Klein (1858–1911), amerikanischer Organist, Pianist, Komponist und Musikpädagoge deutscher Herkunft
- Brydan Klein (* 1989), australischer Tennisspieler

### C
- Calvin Klein (* 1942), US-amerikanischer Modedesigner
- Carl Klein (Jurist) (1810–1864), deutscher Jurist und Abgeordneter
- Carl Klein (Mineraloge) (Johann Friedrich Carl Klein; 1842–1907), deutscher Mineraloge
- Carl Klein (Architekt) (Karl Klein; 1873–1934), deutscher Architekt und erster Landeskonservator des Saarlandes
- Carl August Klein (1867–1952), deutscher Schriftsteller, Lehrer und Herausgeber der Blätter für die Kunst
- Carl Christian Klein (1772–1825), deutscher Arzt, siehe Karl Christian Klein
- Carl Friedrich Klein (1803–1884), deutscher Textilfabrikant
- Caroline Klein (* 1996), deutsche Leichtathletin
- Caspar Klein (1865–1941), deutscher Geistlicher, Erzbischof von Paderborn
- Catharina Klein (1861–1929), deutsche Malerin
- César Klein (1876–1954), deutscher Maler und Bühnenbildner
- Charles Klein (Bühnenautor) (1867–1915), englischer Bühnenautor und Schauspieler
- Charles Klein (Regisseur) (Friedrich Carl Klein; 1898–1981), deutscher Schriftsteller, Drehbuchautor und Regisseur
- Charlotte Klein (1834–1915), dänische Kunstpädagogin und Frauenrechtlerin
- Chico Klein (* 1952), österreichischer Filmschaffender
- Chris Klein (* 1979), US-amerikanischer Schauspieler
- Chrislene Klein (* 2003), namibische Leichtathletin
- Christian Klein (Mediziner) (1740–1815), deutscher Mediziner
- Christian Klein (Generalmajor) (1850–1938), deutscher Generalmajor
- Christian Klein (Physiker) (* um 1967), deutsch-französischer mathematischer Physiker
- Christian Klein (Komponist) (* 1967), deutscher Komponist
- Christian Klein (Pharmazeut) (* 1971), deutscher Pharmazeut und Hochschullehrer
- Christian Klein (Ökonom) (* 1972), deutscher Ökonom, Hochschullehrer für Sustainable Finance an der Universität Kassel
- Christian Klein (Literaturwissenschaftler) (* 1974), deutscher Literaturwissenschaftler
- Christian Klein (Manager) (* 1980), deutscher Manager (SAP)
- Christian Klein (Politiker) (* 1981), deutscher Politiker (CDU)
- Christian Klein (Leichtathlet) (* 1983), deutscher Mittelstreckenläufer
- Christian Benjamin Klein (1754–1825), deutscher Organist und Kantor
- Christian Sophus Klein (1824–1900), dänischer Politiker und Jurist
- Christina Klein, Geburtsname von LaFee (* 1990), deutsche Sängerin
- Christine Klein (Politikerin) (* 1955), deutsche Politikerin (SPD)
- Christine Klein (Schauspielerin) (* 1968), deutsche Schauspielerin
- Christine Klein (Medizinerin) (* 1969), deutsche Neurologin
- Christoph von Klein († 1815), österreichischer Feldmarschalleutnant
- Christoph Klein (Theologe) (* 1937), rumäniendeutscher Geistlicher, Bischof in Rumänien
- Christoph Klein (Mediziner, 1964) (* 1964), deutscher Kinderarzt, Hämatologe und Onkologe
- Christoph Klein (Mediziner, 1967) (* 1967), deutscher Immunologe und Onkologe
- Chuck Klein (1904–1958), US-amerikanischer Baseballspieler
- Claudia Klein (* 1944), deutsche Schriftstellerin, siehe Claudia Keller
- Claudia Klein (Fußballspielerin) (* 1971), deutsche Fußballspielerin und -trainerin
- Claudia Tiggemann-Klein (* 1970), deutsche Historikerin und Archivarin
- Corvin Tondera-Klein (* 1984), deutscher Hörfunkmoderator, Reporter, Redakteur und Schauspieler
- Cosmo Klein (* 1978), deutscher Sänger und Songwriter

### D
- Dagmar Börner-Klein (* 1960), deutsche evangelische Theologin, Judaistin und Hochschullehrerin
- Dan Klein (auch Daniel Klein; * 1976), US-amerikanischer Informatiker
- Dani Klein (* 1953), belgische Sängerin
- Daniel Klein (Koch) (* 1991), deutscher Koch
- Daniel Klein (Fußballspieler) (* 2001), deutscher Fußballtorhüter
- David Klein (Sänger) (1816–1884), deutscher Opernsänger (Bass).
- David Klein (Ökonom) (* 1935), israelischer Wirtschaftswissenschaftler und Bankmanager
- David Klein (Komponist) (* 1961), Schweizer Musiker und Komponist
- David Klein (Kameramann) (* 1972), US-amerikanischer Kameramann
- David Klein (Fußballspieler) (* 1973), französischer Fußballspieler und -trainer
- David Klein (Schachspieler) (* 1993), niederländischer Schachspieler
- Dennis Klein (Regisseur), US-amerikanischer Filmregisseur
- Dennis Klein (Journalist), deutscher Journalist
- Dennis Klein (Tischtennisspieler) (* 1997), deutscher Tischtennisspieler
- Dennis A. Klein, US-amerikanischer Hochschullehrer
- Dieter Klein (Wirtschaftswissenschaftler) (* 1931), deutscher marxistischer Wirtschaftswissenschaftler
- Dieter Klein (Schauspieler), deutscher Schauspieler und Synchronsprecher
- Dieter Klein (Politiker) (1936–2002), deutscher Politiker (PDS)
- Dieter Klein (Verleger) (1936–2010), deutscher Verleger
- Dieter Klein (Kunsthistoriker) (* 1942), österreichischer Kunsthistoriker
- Dieter Klein (Basketballspieler) (* 1964), deutscher Basketballspieler
- Dieter Klein (Cricketspieler) (* 1988), deutscher Cricketspieler
- Dietmar Klein (* 1956), deutscher Filmregisseur und Drehbuchautor
- Dominik Klein (* 1983), deutscher Handballspieler
- Dominique Klein (Basketballspieler) (* 1981), deutscher Basketballspieler
- Dominique Louis Antoine Klein (1761–1845), französischer General und Politiker, siehe Louis Klein (General)
- Dorothea Klein (Kunsthistorikerin) (1903–1951), deutsche Kunsthistorikerin
- Dorothea Klein (* 1954), deutsche Altgermanistin
- Dušan Klein (1939–2022), tschechischer Filmregisseur und Drehbuchautor

### E
- Eckart Klein (* 1943), deutscher Rechtswissenschaftler
- Edmund Klein (1922–1999), US-amerikanischer Mediziner
- Edmunda Klein (1898–1995), deutsche Ordensschwester
- Eduard Klein (1923–1999), deutscher Schriftsteller
- Eduard Klein (Politiker) (1837–1901), deutscher Bergwerksmanager und Politiker (NLP), MdR
- Edwin Klein (* 1948), deutscher Leichtathlet und Schriftsteller
- Edwin Adolar Klein (1874–1944), deutscher Politiker und Landrat
- Eitel Klein (1906–1990), deutscher Maler
- Elie Klein (* 1989), israelischer Eishockeyspieler
- Elisabeth Klein (1901–198), deutsche Pädagogin und Autorin
- Eloise Klein Healy (* 1943), US-amerikanische Schriftstellerin und Hochschullehrerin
- Emil Klein (Maler) (1865–1943), deutsch-amerikanischer Maler
- Emil Klein (Mediziner) (1873–1950), deutsch-österreichischer Mediziner
- Emil Klein (Lehrer), deutscher Lehrer und Autor
- Emil Klein (Dichter) (1899–1980), deutscher Mundartdichter
- Emil Klein (Politiker) (1905–2010), deutscher Politiker (NSDAP)
- Emil Klein (Musiker) (1955–2004), rumänischer Cellist
- Engelbert Klein (1797–1830), österreichischer Unternehmer, siehe Klein (Familie)
- Erhard Klein (* 1938), deutscher Galerist
- Erich Klein (Offizier) (* 1928), österreichischer Offizier
- Erich Klein (Botaniker) (1931–2016), österreichischer Chemiker und Botaniker
- Erich Klein (Rennfahrer) (* 1959), österreichischer Motorradrennfahrer
- Erich Klein (Journalist) (* 1961), österreichischer Journalist, Publizist und Übersetzer
- Erik S. Klein (1926–2002), deutscher Schauspieler
- Erika Klein, Pseudonym von Erika Ziegler-Stege (1909–1997), deutsche Schriftstellerin
- Erika Klein (Grafikerin) (1935–2003), deutsche Illustratorin und Bilderbuchautorin
- Ernst Klein (Journalist, 1876) (1876–1951), österreichischer Journalist und Schriftsteller
- Ernst Klein (Journalist, 1887) (Ernst Immanuel Klein; 1887–1937), schwedischer Journalist, Autor und Übersetzer
- Ernst Klein (Widerstandskämpfer) (1900–1964), deutscher Widerstandskämpfer
- Ernst Klein (Historiker) (1923–2004), deutscher Historiker
- Ernst Ferdinand Klein (1744–1810), deutscher Jurist
- Ernst W. Klein (* 1944), deutscher Regionalhistoriker und Buchautor
- Erwin Klein (Unternehmer) (1924–1983), österreichischer Unternehmer
- Erwin Klein (Tischtennisspieler) (1938–1992), US-amerikanischer Tischtennisspieler
- Eva Klein (1925–2025), ungarisch-schwedische Krebsforscherin
- Eva Klein (Fußballspielerin) (* 1977), färöische Fußballspielerin
- Eva Klein-Donath (1895–1959), deutsche Schauspielerin
- Ewald Klein (1899–1942), deutscher Widerstandskämpfer
- Ezra Klein (* 1984), US-amerikanischer Autor

### F
- Felipe Klein (* 1987), brasilianischer Fußballspieler
- Felix Klein (Mathematiker) (1849–1925), deutscher Mathematiker
- Félix Klein (1862–1953), französischer Geistlicher, Theologe und Autor
- Felix Klein (Diplomat) (* 1968), deutscher Jurist, Diplomat und Antisemitismusbeauftragter der Bundesregierung
- Felix Klein (Fechter) (* 1995), deutscher Fechter
- Felix Klein-Franke (1935–2015), deutscher Orientalist und Islamwissenschaftler
- Ferdinand Klein (Entomologe) (1886–nach 1975), deutscher Insektenforscher
- Ferdinand Klein (* 1934), deutscher Erziehungswissenschaftler und Hochschullehrer
- Ferdinand Heydrich Klein (1827–1903), deutscher Geschäftsmann, Politiker und Skulpteur, siehe Ferdinand Heydrich
- Florian Klein (* 1986), österreichischer Fußballspieler
- Florian Klein (Mediziner), Virologe und Hochschullehrer
- Francis Joseph Klein (1911–1968), kanadischer Geistlicher, Bischof von Calgary
- Frank Klein (* 1966), deutscher Discjockey
- Franz Klein (1582–1658), deutscher Maler, Zeichner und Radierer, siehe Franz Cleyn
- Franz Klein (Bildhauer) (1777–1840), österreichischer Bildhauer
- Franz Klein (Unternehmer) (1800–1855), österreichischer Bauunternehmer
- Franz Klein (Politiker, 1825) (1825–1882), österreichischer Großgrundbesitzer und Politiker, MdL Mähren
- Franz Klein (Geodät) (1852–1899), österreichischer Geodät und Gewerbeinspektor
- Franz Klein (Politiker, 1854) (1854–1926), österreichischer Jurist und Politiker
- Franz Klein (Politiker, 1884) (1884–nach 1933), deutscher Gewerkschafter und Politiker (Zentrum), Volkstagsabgeordneter
- Franz Klein (Heimatforscher) (1919–2008), österreichischer Heimatforscher und Verbandsfunktionär
- Franz Klein (Musiker) (1927–1998), deutscher Klarinettist
- Franz Klein (Rechtswissenschaftler) (1929–2004), deutscher Steuerrechtswissenschaftler
- Franz Klein-Bruckschwaiger (1912–1976), österreichischer Rechts- und Agrarwissenschaftler
- Franz Klein von Wisenberg (1825–1882), deutscher Unternehmer
- Franz Eugen Klein (1912–1944), österreichischer Dirigent, Komponist und Pianist
- Fred Klein (1898–1990), niederländischer Maler
- Frederick Augustus Klein (1827–1903), elsässischer Missionar, Orientalist und Archäologe
- Frieda Klein (1944–1963), deutsches Todesopfer an der innerdeutschen Grenze
- Friedhelm Klein (* 1940), deutscher Offizier und Militärhistoriker
- Friedrich Klein (Unternehmer) (1805–1898), deutscher Eisenindustrieller
- Friedrich Klein (Pfarrer, 1894) (1894–1946), deutscher Pfarrer
- Friedrich Klein (Politiker) (1899–1961), deutscher Politiker (SPD), MdL Rheinland-Pfalz
- Friedrich Klein (Pfarrer, 1905) (1905–1944?), deutscher Pfarrer
- Friedrich Klein (Rechtswissenschaftler) (1908–1974), deutscher Rechtswissenschaftler und Hochschullehrer
- Friedrich Klein (Ingenieur) (* 1939), deutscher Ingenieur, Metallurg und Hochschullehrer
- Friedrich Klein-Blenkers (Rechtswissenschaftler) (* 1958), deutscher Rechtswissenschaftler und Hochschullehrer
- Friedrich Klein-Chevalier (1861–1938), deutscher Maler
- Friedrich August Klein (1793–1823), deutscher Geistlicher, Theologe und Hochschullehrer
- Friedrich Carl Klein (Unternehmer), deutscher Unternehmer, Gründer der Carlshütte (Dautphetal)
- Friedrich Carl Klein, Geburtsname von Charles Klein (Regisseur) (1898–1981), deutscher Schriftsteller, Drehbuchautor und Regisseur
- Friedrich Emil Klein (1841–1921), deutscher Maler
- Fritz Klein (Unternehmer, 1863) (1863–1923), Schweizer Unternehmensgründer
- Fritz Klein (Mediziner, 1863) (eigentlich Friedrich Klein; 1863–1940), deutscher Mediziner, Verbandsfunktionär und Politiker
- Fritz Klein (Hauptmann) (1877–1958), deutscher Militär
- Fritz Klein (Unternehmer, 1882) (1882–1953), deutscher Kaufmann und Unternehmer
- Fritz Klein (Mediziner, 1888) (1888–1945), rumäniendeutscher Mediziner und SS-Mitglied
- Fritz Klein (Unternehmer, 1889) (1889–1972), deutscher Unternehmensgründer, siehe Schneekoppe (Unternehmen)
- Fritz Klein (Journalist) (1895–1936), deutscher Journalist
- Fritz Klein (Widerstandskämpfer) (1898–1944), deutscher Widerstandskämpfer
- Fritz Klein (Lepidopterologe) (1904–1983), deutscher Schmetterlingsforscher
- Fritz Klein (SA-Mitglied) (1908–1966), deutscher SA-Standartenführer
- Fritz Klein (Sportfunktionär) (1909–1996), deutscher Jurist und Sportfunktionär
- Fritz Klein (Historiker) (1924–2011), deutscher Historiker
- Fritz Klein (Bi-Aktivist) (1932–2006), US-amerikanischer Psychiater und Therapeut
- Fritz Klein (Sportjournalist) (1937–2014), deutscher Sportjournalist
- Fritz Klein-Blenkers (Friedrich Karl Klein-Blenkers; 1924–2015), deutscher Wirtschaftswissenschaftler
- Fritz Heinrich Klein (1892–1977), österreichischer Komponist

### G
- Gabriele Klein (Sozialwissenschaftlerin) (* 1957), deutsche Soziologin
- Gabriele Wesch-Klein (* 1956), deutsche Althistorikerin und Epigraphikerin
- Gary Klein (Musiker, 1933) (1933–2019), US-amerikanischer Jazzmusiker
- Gary Klein (Musiker, 1942) (* 1942), US-amerikanischer Songwriter und Musikproduzent
- Gary A. Klein (* 1944), US-amerikanischer Psychologe
- Georg Klein (Gestapo) (1895–1966), deutscher Jurist, Gestapomitarbeiter und SS-Führer
- Georg Klein (Biologe) (1925–2016), ungarisch-schwedischer Onkologe und Zellbiologe
- Georg Klein (Schriftsteller) (* 1953), deutscher Schriftsteller
- Georg Klein (General) (* 1961), deutscher Offizier
- Georg Klein (Komponist) (* 1964), deutscher Komponist und Medienkünstler
- Georg Klein (Volleyballspieler) (* 1991), deutscher Volleyballspieler
- Georg Michael Klein (1776–1820), deutscher Philologe, Philosoph und Hochschullehrer
- Georg Otto Klein (1905–1969), deutscher Verleger, Publizist und Herausgeber
- Georg Theodor Klein (Pseudonym Karl Wild; 1820–1865), deutscher Schriftsteller und Lyriker
- George D. Klein (1933–2018), niederländisch-US-amerikanischer Geologe
- Georgette Tentori-Klein (1893–1963), Schweizer Bildhauerin und Textilkünstlerin
- Ger Klein (1925–1998), niederländischer Politiker, Mitglied der Zweiten Kammer der Generalstaaten und Staatssekretär
- Gérard Klein (Schriftsteller) (auch Gerhard Klein; * 1937), französischer Schriftsteller
- Gérard Klein (Schauspieler) (* 1942), französischer Schauspieler
- Gerda Weissmann-Klein (1924–2022), polnische Holocaust-Überlebende und Autorin
- Gerhard Klein (Schriftsteller) (1902–1981), deutscher Pfarrer (Die Christengemeinschaft) und Schriftsteller
- Gerhard Klein (Regisseur) (1920–1970), deutscher Filmregisseur und Drehbuchautor
- Gerhard Klein (Schauspieler) (auch Gershon Klein; 1920–1999), deutscher Schauspieler und Kinobesitzer
- Gerhard Klein (Pädagoge) (* 1932), deutscher Erziehungswissenschaftler und Hochschullehrer
- Gerhard Klein (Architekt) (* 1934), deutscher Architekt, Zeichner und Autor
- Gerhard Klein (* 1937), französischer Schriftsteller, siehe Gérard Klein (Schriftsteller)
- Gerhard Klein (Redakteur) (* 1953), österreichischer Theologe und Rundfunkredakteur
- Gerrit Klein (Journalist) (* 1962), deutscher Journalist
- Gerrit Klein (Schauspieler) (* 1991), deutscher Schauspieler und Songwriter
- Gertrud Stephani-Klein (1914–1995), rumänisch-deutsche Schriftstellerin und Publizistin
- Gideon Klein (1919–1945), tschechischer Komponist und Pianist
- Gisela Klein (Schauspielerin) (1873–1919), österreichische Schauspielerin
- Gisela Klein (Leichtathletin) (* 1950), deutsche Leichtathletin
- Greta Klein-Hitpaß (* 2001), deutsche Volleyball- und Beachvolleyballspielerin
- Gudrun Klein (* 1943), deutsche Politikerin (SPD), MdL
- Günter Klein (Politiker, 1900) (1900–1963), deutscher Jurist, Verwaltungsbeamter und Politiker (SPD)
- Günter Klein (Komponist) (1921–2010), deutscher Komponist
- Günter Klein (Diplomkaufmann) (* 1926), deutscher Wirtschaftsprüfer, Geschäftsführer (Warth & Klein GmbH), Unternehmer (ATS) und Honorarprofessor
- Günter Klein (Theologe) (1928–2015), deutscher Theologe und Hochschullehrer
- Günter Klein (Politiker, 1930) (1930–1998), deutscher Jurist und Politiker (CDU), MdB
- Günter Klein (Maler) (* 1943), deutscher Maler
- Günter Klein (Sportjournalist) (* 1962), deutscher Sportjournalist
- Günter Klein (Tiermediziner) (1964–2016), deutscher Tiermediziner und Mikrobiologe
- Günther Klein (* 1956), deutscher Regisseur, Autor und Hochschullehrer
- Guillermo Klein (* 1969), argentinischer Jazzpianist
- Gustav Klein (Mediziner) (1862–1920), deutscher Gynäkologe
- Gustav Klein (Botaniker) (1892–1954), österreichischer Botaniker und Hochschullehrer
- Gustav-Adolf Klein (1863–1931/1935), deutscher Jurist und Richter
- Gustav Leopold Klein (um 1794–1862), deutscher Beamter und Politiker
- Gustave Klein (1901–1962), französischer Schwimmer
- Gyula Klein (Botaniker) (Julius Klein; 1844–1915), ungarischer Botaniker
- Gyula Klein (Rabbiner) (Julius Klein; 1850–1895), ungarischer Rabbiner

### H
- Hagen Klein (* 1949), deutscher Motorradrennfahrer
- Hanna Klein (Radsportlerin) (* 1987), deutsche Mountainbikerin
- Hanna Klein (Leichtathletin) (* 1993), deutsche Leichtathletin
- Hanna Schramm-Klein (* 1974), deutsche Ökonomin und Hochschullehrerin
- Hannelore Klein (* vor 1960), deutsche Fußballspielerin
- Hannelore Grünberg-Klein (1927–2015), deutsche Holocaust-Überlebende und Autorin
- Hanns Klein (1920–2001), deutscher Historiker und Archivar
- Hans Klein (Waffenhändler) (1879–nach 1957), deutsch-chinesischer Waffenhändler
- Hans Klein (Flieger) (1891–1944), deutscher Fliegeroffizier
- Hans Klein (Verleger) (1892–1962), deutscher Unternehmer, Verleger und Schriftsteller
- Hans Klein (Künstler) (1902–1981), deutscher Glaskünstler
- Hans Klein (Politiker, 1904) (1904–1970), deutscher Politiker (KPD/SED) und Polizist
- Hans Klein (Mediziner) (1912–1984), deutscher Pathologe und Hochschullehrer
- Hans Klein (Fußballspieler, I), deutscher Fußballtorwart
- Hans Klein (Fußballspieler, 1927) (* 1927), deutscher Fußballtorwart
- Hans Klein (Politiker, 1931) (1931–1996), deutscher Politiker (CSU)
- Hans Klein (Theologe) (* 1940), siebenbürgischer Theologe
- Hans-Dieter Klein (* 1940), österreichischer Philosoph und Hochschullehrer
- Hans Dieter Klein (* 1951), deutscher Fotograf und Autor
- Hans-Friedrich Klein (* 1940), deutscher Chemiker und Hochschullehrer
- Hans-Gerd Klein (* 1958), deutscher Leichtathlet
- Hans-Günter Klein (Musikwissenschaftler) (1939–2016), deutscher Musikwissenschaftler und Bibliothekar
- Hans-Günter Klein (Ringer) (* 1954), deutscher Ringer
- Hans-Günter Klein (Reiter) (* 1968), deutscher Springreiter
- Hans-Gunther Klein (1931–1982), deutscher Theatergründer und Intendant
- Hans Günther Klein (Kunstsammler) (?–1997), deutscher Kunsthändler und -sammler
- Hans Heinrich Klein (1918–1992), deutscher Major der Wehrmacht und Generalleutnant der Bundeswehr
- Hans Hugo Klein (* 1936), deutscher Politiker (CDU) und Richter
- Hans-Joachim Klein (Soziologe) (1938–2023), deutscher Soziologe
- Hans-Joachim Klein (Schwimmer) (* 1942), deutscher Schwimmer, Sportfunktionär und Ministerialrat
- Hans-Joachim Klein (Terrorist) (1947–2022), deutscher Terrorist
- Hans-Joachim Klein (Informatiker) (* 1951), deutscher Informatiker
- Hans-Jürgen Klein (* 1952), deutscher Politiker (Bündnis 90/Die Grünen)
- Hans-Martin Klein (* 1961), deutscher Radiologe
- Hanspeter Klein (* 1939), deutscher Politiker (CDU)
- Hans Peter Klein (* 1951), deutscher Biologiedidaktiker
- Hans-Walter Klein (1897–1976), österreichischer Regisseur und Schauspieler, siehe Johannes Klein (Regisseur)
- Hans Walter Klein (1942–2016), deutscher Schauspieler
- Hans-Wilhelm Klein (1911–1992), deutscher Sprachwissenschaftler und Grammatiker
- Harald Klein (* 1955), deutscher Diplomat
- Harald Klein (Ingenieur) (* 1963), deutscher Ingenieur und Hochschullehrer
- Harry Klein (Musiker) (1928–2010), britischer Jazzmusiker
- Harry Klein (Ruderer) (* 1942), brasilianischer Ruderer
- Harry Klein (Fußballspieler) (* 1958), deutscher Fußballspieler
- Hedi Klein (1908–1993), deutsche Sängerin (Sopran)
- Heðin M. Klein (* 1950), färöischer Lehrer, Dichter und Politiker
- Hedwig Klein (1911–1942), deutsche Arabistin
- Heijo Klein, siehe  Heinrich-Josef Klein
- Heinrich Klein (Komponist) (1756–1832), österreichischer Komponist
- Heinrich Klein (Fabrikant) (1803–1873), deutscher Fabrikant und Kommerzienrat
- Heinrich Klein (1842–1913), britisch-deutscher Okkultist, Mitbegründer des Ordo Templi Orientis, siehe Henry Klein
- Heinrich Klein (Sänger) (1845–1933), ungarisch-deutscher Opernsänger und Intendant
- Heinrich Klein (Fußballspieler), deutscher Fußballspieler
- Heinrich Klein (Erfinder) (1919–2011), deutscher Erfinder der Torwand
- Heinrich Klein (Pädagoge) (1925–2015), deutscher Pädagoge und Hochschullehrer in Kaiserslautern
- Heinrich Klein (Politiker) (1932–1989), deutscher Politiker (SPD), MdB und MdL
- Heinrich Klein (Biologe) (1953–2011), deutscher Biologe und Zoodirektor
- Heinrich-Josef Klein (* 1936), deutscher Kunsthistoriker
- Heinz Klein (Autor), deutscher Handball-Lehrer und Autor
- Heinz Klein-Arendt (1916–2005), deutscher Bildhauer
- Heinz-Joachim Klein (1906–1998), deutscher Schauspieler und Theaterregisseur
- Heinz-Karl Klein (1940–2008), deutschamerikanischer Informationswissenschaftler und Hochschullehrer
- Helga Klein, Geburtsname von Helga Erny (1931–2021), deutsche Leichtathletin
- Helmut Klein (Pädagoge) (1930–2004), deutscher Pädagoge
- Helmut Klein (Mediziner) (* 1941), deutscher Kardiologe und Hochschullehrer
- Helmut Klein (Literaturwissenschaftler) (* 1945), deutscher Literaturwissenschaftler
- Helmut Klein (Fotograf) (* 1945), österreichischer Fotograf
- Helmut R. Klein (* 1942), deutscher Maler und Zeichner
- Helmut Walter Klein (1918–2013), deutscher Künstler
- Hendrikje Klein (* 1979), deutsche Politikerin (Die Linke)
- Henri Klein (Leichtathlet) (1918/1919–2007), französischer Leichtathlet
- Henri Klein (Fußballspieler) (1944–1995), luxemburgischer Fußballspieler
- Henry Klein (1842–1913), britisch-deutscher Okkultist, Mitbegründer des Ordo Templi Orientis
- Henry Klein (Zahnmediziner) (* 1903), US-amerikanischer Zahnarzt, der als Begründer eines verbreitet genutzten Kariesindex ("DMF") gilt
- Herbert Klein (Historiker, 1900) (1900–1972), österreichischer Historiker und Landesarchivdirektor
- Herbert Klein (Politiker, 1903) (1903–1978), deutscher Politiker (CDU), MdL Nordrhein-Westfalen
- Herbert Klein (Sänger) (1920–2015), deutscher Sänger
- Herbert Klein (Schwimmer) (1923–2001), deutscher Schwimmer
- Herbert Klein (Politiker, 1930) (1930–2023), US-amerikanischer Politiker
- Herbert G. Klein (1918–2009), US-amerikanischer Politikberater
- Herbert S. Klein (* 1936), US-amerikanischer Historiker
- Heribert Klein (1957–2005), deutscher Journalist und Organist
- Herman Klein (Hermann Klein; 1856–1934), britischer Musikkritiker, Gesangslehrer und Autor
- Hermann Klein (Journalist) (1805–1889), ungarischer Journalist und Übersetzer, siehe János Kilényi
- Hermann Klein (Politiker) (1878–1960), deutscher Kommunalpolitiker, Mitglied des Nassauischen Kommunallandtags
- Hermann Klein (Eisenbahner) (1906–1994), deutscher Bahnbeamter, Präsident der Bundesbahndirektion Mainz
- Hermann Klein (Heimatforscher) (1935–2016), deutscher Heimatforscher
- Hermann Joseph Klein (1844–1914), deutscher Astronom und Meteorologe
- Hermine Klein, österreichische Autorin
- Hilda Kocher-Klein (1894–1975), deutsche Pianistin und Komponistin
- Hildegard Klein (1904–1989), deutsche Ethnologin
- Holger Klein (* 1969), deutscher Hörfunkmoderator
- Holger Klein (Manager) (* 1970), deutscher Manager
- Holger A. Klein (* 1969), deutscher Kunsthistoriker
- Holger Michael Klein (* 1938), deutscher Anglist
- Horst Klein (SS-Mitglied) (1910–1977), deutscher Verwaltungsjurist und SS-Führer
- Horst Klein (Physiker) (1931–2012), deutscher Physiker und Hochschullehrer
- Horst Klein (Fußballspieler) (* 1948), deutscher Fußballspieler
- Horst Klein (Illustrator) (* 1965), deutscher Grafiker und Illustrator
- Horst G. Klein (1944–2016), deutscher Romanist und Philologe
- Hubert Klein (1811–1856), österreichischer Unternehmer, siehe Klein (Familie)
- Hubert Klein (Fußballspieler) (* 1955), deutscher Fußballspieler
- Hubert Willi Klein (* 1949), deutscher Ingenieur
- Hugo Klein (Journalist) (1853–1915), ungarischer Journalist, Schriftsteller, Kunstkritiker und Übersetzer
- Hugo Klein (Mediziner) (1863–1937), österreichischer Gynäkologe in Wien und Begründer des Mutterschutzes in Österreich
- Hugo Klein (Maler) (1873–1931), österreichischer Offizier und Maler
- Hugo Klein (Rabbiner) (1890–1942), deutscher Rabbiner und Holocaustopfer
- Hugo Klein (Politiker) (* 1953), deutscher Politiker (CDU), MdL Hessen

### I
- Inge Borde-Klein (1917–2006), deutsche Puppenspielerin und Autorin
- Ingo Klein (* 1953), deutscher Wirtschaftswissenschaftler, Statistiker und Hochschullehrer
- Ingrid Klein (* 1941), österreichische Kirchenfunktionärin
- Inocențiu Micu-Klein (1692–1768), rumänisch-griechischer Geistlicher, Bischof von Făgăraș
- Iris Klein (* 1967), deutsche Fernsehdarstellerin und Gastronomin
- Isabell Klein (* 1984), deutsche Handballspielerin
- Isaya Klein Ikkink (* 2003), niederländischer Leichtathlet
- Isbalda Klein (1906–1944), deutsche Steyler Missionsschwester und Märtyrin
- Ivo Klein (* 1961), liechtensteinischer Politiker

### J
- Jacob Klein (Industrieller) (1869–1945), deutscher Industrieller
- Jacob Klein (Philosoph) (1899–1978), deutsch-US-amerikanischer Philosoph und Mathematiker
- Jacob Klein (Orientalist) (* 1934), ungarisch-US-amerikanischer Orientalist
- Jacob Klein (Chemiker) (* 1949), britischer Chemiker
- Jacob Klein-Haparash (1897–1970), ukrainisch-israelischer Journalist und Schriftsteller
- Jacob Herman Klein (1688–1748), niederländischer Komponist
- Jacob Theodor Klein (1685–1759), polnisch-deutscher Jurist, Historiker, Mathematiker, Naturforscher und Diplomat
- Jacquelyn Klein (* 1937), US-amerikanische Turnerin, siehe Jacquelyn Fie
- Jacques Klein (1930–1982), brasilianischer Komponist
- Jakob Klein (1896–1969), deutscher Unternehmer und Pressegrossist
- Jan Klein (Immunologe) (1936–2023), tschechisch-US-amerikanischer Immunologe
- Janet Klein-Filbrich (* 1977), deutsche Biathletin
- Jannek Klein (* 1999), deutscher Handballspieler
- Jean Klein (Mystiker) (1912–1998), deutsch-französischer spiritueller Lehrer
- Jean Klein (Ruderer) (1944–2014), französischer Ruderer
- Jean-François Klein (1961–2018), Schweizer Bauingenieur
- Jean-Georges Klein (* 1950), französischer Koch
- Jean-Yves Klein (* 1960), deutsch-kanadischer Maler
- Jennifer Klein (Historikerin), US-amerikanische Historikerin
- Jennifer Klein (* 1987/1988), deutsche Leichtathletin (Hochsprung), siehe Jennifer Hartmann
- Jennifer Klein (Fußballspielerin) (* 1999), österreichische Fußballspielerin
- Jennifer Cardon Klein, US-amerikanische Animatorin
- Jerome O. Klein (1931–2021), US-amerikanischer Mediziner
- Jesper Klein (1944–2011), dänischer Schauspieler
- Jim Klein, Filmeditor, Filmregisseur, Filmproduzent und Dokumentarfilmer
- Joachim Klein (Schauspieler) (1841–1909), deutscher Schauspieler
- Joachim Klein (Chemiker) (* 1935), deutscher Chemiker, Biotechnologe und Hochschullehrer
- Joachim Klein (Slawist) (* 1944), deutscher Slawist und Hochschullehrer
- Joachim Klein (Lichtdesigner) (* 1963), deutscher Lichtdesigner
- Jochen Klein (1967–1997), deutscher Maler
- Joe Klein (* 1946), US-amerikanischer Journalist und Autor
- Johann von Klein (1659–1732), deutscher Jurist und Hochschullehrer
- Johann von Klein (General) († 1825), österreichischer Generalmajor
- Johann Klein (Mediziner) (1788–1856), österreichischer Geburtshelfer und Hochschullehrer
- Johann Klein (Politiker, I), mährischer Politiker, Abgeordneter zum österreichischen Abgeordnetenhaus
- Johann Klein (Glasmaler) (Johann Evangelist Klein; 1823–1883), österreichischer Glasmaler
- Johann Klein (Politiker, 1874) (1874–1956), deutscher Landwirt und Politiker
- Johann Klein (Politiker, III)), deutscher Politiker (KPD), MdPL Ostpreußen
- Johann Klein (Politiker, 1902) (1902–1976), deutscher Gewerkschafter und Politiker (CVP, CDU)
- Johann Adam Klein (1792–1875), deutscher Maler und Radierer
- Johann Albrecht Klein (1698–1778), deutscher Astronom
- Johann Baptist August Klein (1788–1831), deutscher Lehrer und Schriftsteller
- Johann Gottlieb Klein (1766–??), deutscher Mediziner
- Johann Josef Klein (1832–1914), deutscher Lehrer, Schulbuchautor und Heimatforscher
- Johann Joseph Klein (1740–1823), deutscher Musiktheoretiker
- Johann Michael Klein (1692–1767), deutscher Zimmerer
- Johann Peter Klein (1812–1873), luxemburgischer Jurist und Politiker
- Johann Samuel Klein (1748–1820), slowakischer Historiker und Theologe
- Johann Valentin Klein (1787–1861), deutscher Theologe, Philosoph, Pädagoge und Bibliothekar
- Johann Wilhelm Klein (1765–1848), deutscher Blindenpädagoge
- Johanna Klein (* ≈1994), deutsche Jazzmusikerin
- Johannes Klein (Theologe) (1604–1631), deutscher Theologe
- Johannes Klein (Astronom) (1684–1762), tschechischer Astronom, Mathematiker und Mechaniker
- Johannes Klein (Unternehmer) (1845–1917), deutscher Ingenieur, Erfinder und Unternehmer
- Johannes Klein (Regisseur) (Hans-Walter Klein; 1897–1976), österreichischer Regisseur und Schauspieler
- Johannes Klein (Germanist) (1904–1973), deutscher Germanist
- Johannes Werner Klein (1898–1984), deutscher Theologe und Anthroposoph
- Jon Klein (* 1960), britischer Gitarrist
- Jörg Klein (Fußballspieler) (* 1960), deutscher Fußballspieler
- Jörg Klein (Admiral) (* 1961), deutscher Flottillenadmiral
- Joost Klein (* 1997), niederländischer YouTuber, Musiker und Rapper
- Josef Klein (Philologe) (1838–1899), deutscher klassischer Philologe, Direktor des Provinzialmuseums in Bonn
- Josef Klein (Chemiker) (auch Joseph Klein; 1858–1928), deutscher Chemiker
- Josef Klein (Schauspieler) (auch Joseph Klein; 1862–1927), österreichisch-deutscher Schauspieler
- Josef Klein (Komponist) (1870–1933), österreichischer Komponist und Dirigent
- Josef Klein (NS-Funktionär) (1890–1952), deutscher Volkswirt, Fußballfunktionär und Politiker (NSDAP)
- Josef Klein (Rennfahrer) (1904–1973), deutscher Motorradrennfahrer
- Josef Klein (Kirchenlieddichter) (1913–2005), deutscher Geistlicher und Kirchenlieddichter
- Josef Klein (Leichtathlet) (1916–1941), tschechoslowakischer Leichtathlet
- Josef Klein (Sprachwissenschaftler) (* 1940), deutscher Sprachwissenschaftler und Politiker (CDU)
- Josef Antonius Klein (1922–2002), deutscher Architekt und Maler
- Josef Engelbert Klein (1792–1830), österreichischer Unternehmer, siehe Klein (Familie) #Zweite Generation
- Josef K. Klein, eigentlicher Name von Gustav Heinse (1896–1971), österreichisch-bulgarischer Autor
- Joseph Klein (Theologe) (1748–1822), deutscher Theologe, Geistlicher und Generalvikar
- Joseph Klein (Musiker) (1802–1862), deutscher Musiklehrer und Komponist
- Joseph Klein (Rabbiner) (1807–1873), deutscher Theologe und Rabbiner
- Joseph Klein (Philologe) (1838–1899), deutscher Philologe und Museumsdirektor
- Joseph Klein (Unternehmer) (1882–1961), österreichisch-US-amerikanischer Unternehmer
- Joseph Klein (Komponist) (* 1962), US-amerikanischer Komponist und Hochschullehrer
- Joseph Frederic Klein (1849–1918), französisch-US-amerikanischer Ingenieur
- Joseph Peter Klein (1896–1976), deutscher Theologe und Philosoph
- Judith Klein (Autorin) (* 1946), deutsche Autorin und Übersetzerin
- Judith Klein (Schauspielerin) (* 1972), deutsche Schauspielerin
- Julian Klein (* 1973), deutscher Komponist und Theaterregisseur
- Julian Klein von Diepold (1868–1947), deutscher Maler
- Juliane Klein (* 1966), deutsche Komponistin und Verlagsleiterin
- Julien Klein (* 1988), französischer Fußballspieler
- Julius Klein (1844–1915), ungarischer Botaniker, siehe Gyula Klein (Botaniker)
- Julius Klein (1850–1895), ungarischer Rabbiner, siehe Gyula Klein (Rabbiner)
- Julius Klein (Historiker) (1886–1961), US-amerikanischer Historiker und Wirtschaftsberater
- Julius Klein (General) (1901–1984), US-amerikanischer General und Lobbyist
- Julius Leopold Klein (1810–1876), deutscher Autor und Literaturhistoriker
- Jürgen Klein (Bildhauer) (1904–1978), deutscher Bildhauer
- Jürgen Klein (Anglist) (* 1945), deutscher Anglist und Literaturwissenschaftler
- Jürgen Klein (Fußballspieler) (1949–2006), deutscher Fußballspieler
- Jürgen Klein (Mediziner) (1955–2023), deutscher Mediziner
- Jürgen Klein (Maler) (* 1959), deutscher Maler
- Jürgen Klein (Politiker) (* 1973), deutscher Politiker (AfD)
- Jürgen Winfried Klein (* 1930), deutscher Nachrichtentechniker und ordentlicher Professor für Elektronik in Bochum

### K
- Kacey Mottet Klein (* 1998), Schweizer Schauspieler
- Karl Klein (Priester) (1769–1824), deutscher Priester und Publizist
- Karl Klein (Historiker) (1806–1870), deutscher Historiker und Schriftsteller
- Karl Klein (Bischof) (1819–1898), deutscher Geistlicher, Bischof von Limburg
- Karl Klein (Schriftsteller) (1838–1898), elsässischer Theologe und Schriftsteller
- Karl Klein (1873–1934), deutscher Architekt und erster Landeskonservator des Saargebietes, siehe Carl Klein (Architekt)
- Karl Klein (Parteifunktionär) (1886–1960), deutscher Parteifunktionär und Gewerkschaftsfunktionär
- Karl Klein (General) (1891–1970), deutscher Generalmajor
- Karl Klein (Maler) (1898–1943), Maler in Paris
- Karl Klein (Mörder) (1901–1993), deutscher Politiker und mutmaßlicher Polizistenmörder
- Karl Klein (Jurist) (1904–1976), Bundesrichter
- Karl Klein (Theologe) (1912–2009), deutscher Theologe
- Karl Klein (Gewerkschafter, 1926/1927) (1926/1927–1996), deutscher Gewerkschafter in Frankfurt am Main, Bundesvorsitzender der GdL
- Karl Klein (Anglist) (1928–1997), deutscher Anglist und Literaturwissenschaftler (Shakespeare)
- Karl Klein (Gewerkschafter, 1949) (1949–2007), österreichischer Gewerkschaftsfunktionär
- Karl Klein (Politiker) (* 1956), deutscher Politiker, MdL Baden-Württemberg
- Karl Klein (Fußballspieler) (* 1960), deutscher Fußballspieler
- Karl August von Klein (auch Carl August von Klein; 1794–1870), deutscher Komponist, Maler und Schriftsteller
- Karl Christian Klein (auch Carl Christian Klein; 1772–1825), deutscher Chirurg und Autor
- Karl Egon Klein (1926–2018), deutscher Mediziner
- Karl-Hans Klein (* 1941), deutscher Bauingenieur und Hochschullehrer für Vermessungskunde
- Karl-Heinz Klein (Bildhauer) (auch Karl Heinz Klein; 1926–2022), deutscher Bildhauer
- Karl-Heinz Klein (Boxer) (* 1947), deutscher Boxer
- Karl Kurt Klein (1897–1971), deutscher Sprachforscher, Theologe und Historiker
- Karsten Klein (* 1977), deutscher Politiker (FDP)
- Katrin Klein, deutsche Schauspielerin
- Kellina Klein (* 1968), deutsche Schauspielerin und Synchronsprecherin
- Kenneth Klein (Segler, 1936) (* 1936), Regattasegler von den Amerikanischen-Jungferninseln
- Kenneth Klein (Segler, 1959) (* 1959), Regattasegler von den Amerikanischen-Jungferninseln
- Kevin Klein (* 1984), kanadischer Eishockeyspieler
- Kim Klein Lankhorst (* 2002), niederländische Volleyballspielerin
- Kit Klein (1910–1985), US-amerikanische Eisschnellläuferin
- Klaus Klein (Biologe), deutscher Humanbiologe und Hochschullehrer
- Klaus Klein (Boxer) (* 1942), deutscher Boxer
- Klaus Klein (Fußballspieler) (* 1950), deutscher Fußballspieler
- Klaus Klein (Germanist) (* 1951), deutscher Germanist und Literaturwissenschaftler
- Klaus Klein (Rennfahrer) (1954–1987), deutscher Motorradrennfahrer
- Klaus Klein (Leichtathlet) (* 1965), deutscher Mittel- und Langstreckenläufer
- Klaus-Wolfgang Klein (1933–1993), deutscher Mediziner und Generalmajor
- Konstantin Klein (* 1991), deutscher Basketballspieler
- Kurt Klein (1920–2002), US-amerikanischer Unternehmer und Autor
- Kurt Klein (Heimatforscher) (1930–2016), deutscher Pädagoge, Schulamtsdirektor, Schriftsteller und Heimatforscher
- Kurt Klein (Demograph) (* 1936), österreichischer Geograph, Demograph und Hochschullehrer
- Kutte Klein (Kurt Klein; * 1942), deutscher Rallyefahrer und Motorsportveranstalter
- Kyle Klein (* 2001), niederländischer Cricketspieler

### L
- Larry Klein (* 1956), US-amerikanischer Musikproduzent, Liederschreiber und Bassgitarrist
- Lasse Klein (* 1950), färöischer Politiker (Sjálvstýrisflokkurin, Kristiligi Fólkaflokkurin)
- Laurentius Klein (1928–2002), deutscher Benediktiner, Abt von St. Matthias
- Lawrence Klein (1920–2013), US-amerikanischer Wirtschaftswissenschaftler
- Lene Klein (* 1912), deutsche Schriftstellerin und Übersetzerin
- Leo Klein von Diepold (1865–1944), deutscher Maler
- Leo Klein Gebbink (* 1968), niederländischer Hockeyspieler
- Leona Klein (* 2000), deutsche Bobpilotin
- Leonard Klein (1929–2013), US-amerikanischer Komponist, Pianist und Musikpädagoge
- Leonie Renée Klein (* 1990), deutsche Schauspielerin
- Leslie Klein (* 1954), US-amerikanische Kanutin
- Lew Samuilowitsch Klein (1927–2019), sowjetisch-russischer Archäologe, Philologe und Wissenschaftshistoriker
- Libor Klein (1803–1848), österreichischer Unternehmer, siehe Klein (Familie) #Zweite Generation
- Lisa Klein (Radsportlerin) (* 1996), deutsche Radsportlerin
- Lisa Klein (Autorin), US-amerikanische Autorin
- Loren Klein (* 1981/1982), US-amerikanischer Pokerspieler
- Lothar Klein (Komponist) (1932–2004), US-amerikanisch-kanadischer Komponist und Musikpädagoge deutscher Herkunft
- Lothar Klein (Politiker) (* 1956), deutscher Politiker (CDU)
- Louis Klein (General) (1761–1845), französischer General
- Louis Klein (Systemtheoretiker) (* 1969), deutscher Ökonom, Sozialwissenschaftler und Systemtheoretiker
- Ludwig von Klein (1813–1881), deutscher Eisenbahningenieur
- Ludwig Klein (Botaniker) (1857–1928), deutscher Botaniker (TH Karlsruhe)
- Ludwig Klein (Maschinenbauingenieur) (1868–1945), deutscher Maschinenbauingenieur und Hochschullehrer
- Ludwig Klein (Politiker) (1900–1959), österreichischer Politiker (SPÖ)
- Ludwig Gottfried Klein (1716–1756), deutscher Mediziner
- Luise Klein (* 1999), deutsche Volleyballspielerin
- Lukáš Klein (* 1998), slowakischer Tennisspieler
- Lutz Klein (* 1943), deutscher Politiker (CDU)
- Ly Klein (1898–1968), deutsche Malerin

### M
- Manfred Klein (Politiker, 1925) (1925–1981), deutscher Politiker (CDU)
- Manfred Klein (Journalist) (* 1929), deutscher Journalist und Rundfunkintendant
- Manfred Klein (Typograf) (1932–2018), deutscher Typograf
- Manfred Klein (Fußballspieler) (1935–2004), deutscher Fußballspieler
- Manfred Klein (Politiker, 1936) (1936–2012), deutscher Politiker (CDU)
- Manfred Klein (Ruderer) (* 1947), deutscher Ruderer
- Manny Klein (1908–1994), US-amerikanischer Jazztrompeter
- Manuel Klein (Komponist) (1876–1919), englisch-amerikanischer Komponist und Musikdirektor
- Manuel Klein (Schauspieler, 1977) (* 1977), deutscher Schauspieler
- Manuel Klein (Schauspieler, 1980) (* 1980), deutscher Schauspieler
- Manuela Klein (* 1974), deutsche Fernsehmoderatorin und Journalistin
- Marc Klein, Drehbuchautor und Regisseur
- Marc Klein (Mediziner) (1905–1975), französischer Mediziner und Auschwitzüberlebender
- Marcel Klein (* 1982), deutscher Fernsehmoderator und Journalist
- Marcus Klein (Politiker) (* 1976), deutscher Politiker (CDU)
- Marcus Klein, Geburtsname von Cosmo Klein (* 1978), deutscher Sänger und Songwriter
- Mareille Klein (* 1979), deutsche Regisseurin und Drehbuchautorin
- Margarete Klein (* 1973), deutsche Politologin
- Margarete Klein-Pfeuffer (* 1956), deutsche Historikerin und Archäologin
- Maria Klein, deutsche Tischtennisspielerin
- Maria Klein-Schmeink (* 1958), deutsche Politikerin (Bündnis 90/Die Grünen), MdB
- Marie Adelheid Klein, siehe Annette von Aretin
- Mark Klein (1945/1946–2025), US-amerikanischer Whistleblower
- Markus Klein (* 1969), deutscher Soziologe und Hochschullehrer
- Marlon Klein (* 1957), deutscher Musiker und Musikproduzent
- Martin Klein (Schauspieler) (1864–1924), österreich-ungarischer Theaterschauspieler
- Martin Klein (Ringer) (1884–1947), estnischer Ringer
- Martin Klein (Politiker) (1959–2022), deutscher Politiker
- Martin Klein (Autor) (* 1962), deutscher Autor
- Martin Klein (Koch) (* 1976), französischer Koch
- Martin Klein (Rechtswissenschaftler) (* 1977), deutscher Rechtswissenschaftler und Hochschullehrer
- Martin Klein (Musiker) (* 1983), österreichischer Songwriter und Pianist
- Martin Klein (Fußballspieler) (* 1984), tschechischer Fußballspieler
- Martin J. Klein (1924–2009), US-amerikanischer Physiker und Wissenschaftshistoriker
- Martina Klein (* 1976), argentinisch-spanisches Model, Schauspielerin und Humoristin
- Marvin Klein (* 1999), französischer Autorennfahrer
- Matthäus Klein (1911–1988), deutscher Philosoph
- Matti Klein (* 1984), deutscher Jazzmusiker
- Maury Klein (* 1939), US-amerikanischer Historiker und Autor
- Max Klein (Bildhauer) (1847–1908), deutscher Bildhauer
- Max Klein (Richter) (1845–1910), deutscher Jurist und Richter
- Max Klein (Politiker) (1882–1957), österreichischer Politiker (SDAP), Niederösterreichischer Landtagsabgeordneter
- Max Klein (Marineoffizier) (1892–nach 1955), deutscher Kapitän zur See d. R. der Kriegsmarine
- Max Klein (Physiker) (1951–2024), deutscher Physiker und Hochschullehrer
- Maximilian Klein von Diepold (1873–1949), deutscher Maler
- Mechtild Klein (* 1962), deutsche Richterin und Mitglied des Bayerischen Verfassungsgerichtshofs
- Melanie Klein (1882–1960), österreichische Psychoanalytikerin
- Michael Klein (Literaturwissenschaftler) (1939–2020), deutsch-österreichischer Literaturwissenschaftler
- Michael Klein (Künstler) (1943–2022), deutscher Bildhauer
- Michael Klein (Richter) (* 1945), deutscher Jurist und Richter
- Michael Klein (Sänger) (* 1947), deutscher Sänger
- Michael Klein (Suchtforscher) (* 1954), deutscher Psychologe und Suchtforscher
- Michael Klein (Schriftsteller) (* 1954), US-amerikanischer Schriftsteller
- Michael Klein (Fußballspieler, 1959) (1959–1993), rumänischer Fußballspieler
- Michael Klein (Schauspieler) (* ca. 1963), deutscher Schauspieler
- Michael Klein (Manager) (* 1963), amerikanischer Manager
- Michael Klein (Theologe) (* 1964), deutscher Kirchenhistoriker
- Michael Klein (Wissenschaftsmanager) (* 1965), deutscher Wissenschaftsmanager und Historiker
- Michael Klein (Fußballspieler, 1965) (* 1965), deutscher Fußballspieler
- Michael Klein (Fußballspieler, 1978) (* 1978), österreichischer Fußballspieler
- Michael Klein (Rennfahrer) (* 1988), deutscher Autorennfahrer
- Michael B. Klein (1970–2007), US-amerikanischer Unternehmer
- Michael L. Klein (* 1940), britischer Chemiker
- Michael Raphael Klein (* 1981), deutscher Schauspieler
- Michael U. Klein (* 1952), deutscher Wirtschaftswissenschaftler und Hochschullehrer
- Michel Klein (1921–2024), französischer Tierarzt, Fernsehmoderator und Autor
- Miguel Klein Medina (* 1996), deutscher Schauspieler
- Milad Klein (* 1987), deutscher Schauspieler und Schauspielcoach
- Mira Maxa Klein, Geburtsname von Mira Koffka (1886–1977/1978), deutsche Übersetzerin
- Miriam Klein (* 1937), Schweizer Jazzsängerin
- Moritz Klein (* 1996), deutscher Beachvolleyballspieler

### N
- Nadine Klein (* 1985), deutsche Fernsehdarstellerin
- Naina Klein (* 1999), deutsche Handballspielerin
- Naomi Klein (* 1970), kanadische Schriftstellerin und Journalistin
- Nico Klein (* 1930), luxemburgischer Sportschütze
- Niels Klein (* 1978), deutscher Jazzmusiker und Komponist
- Nils Klein (1878–1936), schwedischer Sportschütze
- Noeki Klein (* 1983), niederländische Wasserballspielerin
- Norbert Johann Klein (1866–1933), deutsch-böhmischer Geistlicher, Bischof von Brünn

### O
- Olaf Georg Klein (* 1955), deutscher Coach und Autor
- Olga Arturowna Klein (* 1949), sowjetische Leichtathletin
- Oliver Klein (Rechtsanwalt) (* 1973), deutscher Rechtsanwalt, Steuerberater und Hochschullehrer
- Oliver Klein (Richter) (* 1974), deutscher Jurist und Richter
- Oliver Klein (Musiker) (Oliver Kleine-Weischede), deutscher Musiker, DJ und Produzent
- Omer Klein (* 1982), israelischer Jazzmusiker
- Oscar Klein (1930–2006), österreichischer Jazzmusiker
- Oskar Klein (1894–1977), schwedischer Physiker
- Oskar Klein-Hattingen (1861–1911), deutscher Historiker und Publizist
- Ottilie Klein (* 1984), deutsche Politikerin (CDU)
- Ottmar Klein (1934–2024), deutscher Politiker (CDU)
- Otto Klein (Dirigent) (1887–nach 1954), deutscher Dirigent
- Otto Klein (Mediziner) (1891–1968), tschechoslowakischer Mediziner
- Otto Klein (Restaurator) (1904–1995), deutscher Restaurator
- Otto Klein (Maler) (1906–1994), Schweizer Maler
- Otto Klein (Autor) (1939–2019), deutscher Dozent und Sachbuchautor
- Otto Klein-Kühborth (1896–1976), deutscher Unternehmer

### P
- Patrick Klein (* 1994), deutscher Eishockeyspieler
- Paul Klein (1652–1717), böhmischer Jesuit, als Pablo Clain Jesuitenmissionar auf den Philippinen
- Paul Klein (Schachspieler) (1915–1992), deutsch-ecuadorianischer Schachspieler und -schiedsrichter
- Paul Klein (Mediziner) (Paul-Günther Klein; 1919–1998), deutscher Mikrobiologe und Immunologe
- Paul Klein (Soziologe) (* 1941), deutscher Militärsoziologe und -psychologe
- Paul Klein (Ökonom) (* 1968), kanadischer Ökonom
- Paul Weber-Klein (vor 1930–1992), deutscher Ingenieur
- Paula Edda Klein (* 1995), deutsch-britische Schauspielerin
- Peter Klein (Sänger) (1907–1992), deutsch-österreichischer Opernsänger (Tenor)
- Peter Klein (Heimatforscher) (1929–2012), deutscher Schriftsetzer und Heimatforscher
- Peter Klein (Dendrologe) (* 1945), deutscher Holzwissenschaftler
- Peter Klein (Journalist) (* 1953), österreichischer Journalist und Hörfunkredakteur
- Peter Klein (Leichtathlet) (* 1959), deutscher Leichtathlet
- Peter Klein (Historiker) (* 1962), deutscher Historiker
- Peter Klein (Autor) (* 1969), deutscher Autor und Berater
- Peter David Klein (* 1940), US-amerikanischer Philosoph
- Peter K. Klein (* 1942), deutscher Kunsthistoriker
- Petra Klein (* 1964), deutsche Journalistin, Moderatorin und Redakteurin
- Philip Klein (Drehbuchautor) (1889–1935), US-amerikanischer Drehbuchautor
- Philip Klein (Sozialwissenschaftler) (1890–??), ungarisch-US-amerikanischer Sozialwissenschaftler und Hochschullehrer
- Philip Klein (Komponist) (* 1985), US-amerikanischer Komponist und Orchestrator
- Philip Walter Klein (* 1940), US-amerikanischer Hispanist, Romanist und Hochschullehrer
- Philipp Klein (Maler) (1871–1907), deutscher Maler
- Philipp August Klein (1788–1875), deutscher Generalmajor
- Philipp Jacob Johann Leo Klein (1815–1896), deutscher Mediziner
- Philipp Jakob Klein (Husaren-Philipp; 1768–1803), deutscher Räuber
- Philipp Maria Klein (1892–??), deutscher Leichtathlet, Trainer und Parteifunktionär (NSDAP)
- Philippe Klein (* 1957), französischer Ingenieur und Manager

### R
- Ralf Klein (* 1960), deutscher Geograf und Hochschullehrer
- Ralph Klein (Basketballtrainer) (1931–2008), deutsch-israelischer Basketballspieler und -trainer
- Ralph Klein (Politiker) (1942–2013), kanadischer Politiker
- Rebekka Alexandra Klein (* 1980), deutsche evangelische Theologin und Hochschullehrerin
- Regine Klein (1856–1939), deutsch-österreichische Sängerin (Sopran)
- Reimar Klein (* 1942), deutscher Übersetzer
- Reinalt Johannes Klein (* 1958), deutscher Orgelbauer
- Réka Klein (* 1989), deutsche Politikerin (SPD)
- Ricarda Klein (1944–2011), deutsche Altenpflegerin
- Richard Klein (Volkssänger) (1855–1919), deutscher Volkssänger und Ensembleleiter
- Richard Klein (Heimatforscher) (1882–1982), deutscher Heimatforscher
- Richard Klein (Politiker, 1888) (1888–nach 1932), deutscher Politiker (DNVP, NSDAP), MdL Preußen
- Richard Klein (Künstler) (1890–1967), deutscher Maler und Grafiker
- Richard Klein (Politiker, 1913) (1913–?), deutscher Lehrer und Politiker (SPD), MdL Saarland
- Richard Klein (Historiker) (1934–2006), deutscher Althistoriker
- Richard Klein, eigentlicher Name von Richard Kline (Schauspieler) (* 1944), US-amerikanischer Schauspieler und Fernsehregisseur
- Richard Klein (Musikwissenschaftler) (1953–2021), deutscher Musikwissenschaftler, Musikphilosoph und Organist
- Richard Klein (Medienmanager) (* 1958), britischer Medienmanager
- Richard Klein, Pseudonym von Herbert Knötzl, österreichischer Kabarettist, siehe Projekt X
- Richard G. Klein (* 1941), US-amerikanischer Paläontologe
- Richard Rudolf Klein (1921–2011), deutscher Musiker, Komponist und Hochschullehrer
- Rita Klein (* 1938), italienische Schauspielerin
- Robert Klein (Theaterleiter) (1892–1958), deutscher Schriftsteller und Theaterleiter
- Robert Klein (Philosoph) (1918–1967), Philosoph und Kunsthistoriker rumänischer Herkunft
- Robert Klein (Turner) (1925–2000), deutscher Turner
- Robert Klein (Unternehmer), deutscher Unternehmer
- Robert Klein (Schauspieler) (* 1942), US-amerikanischer Komiker und Schauspieler
- Robert Klein (Wirtschaftsmathematiker) (* 1969), deutscher Wirtschaftsmathematiker und Hochschullehrer
- Robert Klein-Lörk (1898–1963), deutscher Schauspieler und Kabarettist
- Robert Lassalle-Klein (* 1952), US-amerikanischer Theologe, Religionswissenschaftler und Hochschullehrer
- Robert M. Klein (Robert Melvin Klein; * 1949), US-amerikanischer Hochschullehrer für Anatomie und Zellbiologie
- Roelof Klein (1877–1960), niederländischer Ruderer
- Roi Klein (1975–2006), israelischer Major
- Rolf Klein (Jurist) (1927–2018), deutscher Verwaltungsjurist
- Rolf Klein (Politiker) (1942–1986), deutscher Jurist und Politiker (CDU), MdL Nordrhein-Westfalen
- Rolf Klein (Musiker) (Rocco Klein; 1951–2015), deutscher Gitarrist
- Rolf-Dieter Klein (* 1957), deutscher Ingenieur und Programmierer
- Roman Iwanowitsch Klein (1858–1924), russischer Architekt
- Ron Klein (* 1957), US-amerikanischer Politiker
- Rosel Klein (1926–2017), deutsche Schriftstellerin
- Rudi Klein (eigentlich Rudolf Klein; * 1951), österreichischer Cartoonist
- Rudi Klein (Schauspieler) (* 1991), deutsch-russischer Schauspieler und Hörbuchautor
- Rüdiger Klein (* 1958), deutscher Neurobiologe
- Rudolf Klein (Schriftsteller, 1871) (1871–1921), deutscher Schriftsteller
- Rudolf Klein (Landrat) (1885–1971), deutscher Verwaltungsjurist und Landrat
- Rudolf Klein (Ingenieur) (1908–1986), deutscher Ingenieur und Hochschullehrer
- Rudolf Klein (Schriftsteller, 1920) (1920–2007), österreichischer Musikschriftsteller
- Rudolf Klein (Politikwissenschaftler) (* 1930), britischer Journalist, Politik- und Sozialwissenschaftler
- Rudolf Klein (Fußballtrainer) (* 1941), österreichischer Fußballtrainer
- Rudolf Klein (Architekt) (* 1955), ungarischer Architekt
- Rudolf Klein-Diepold (1871–1925), deutscher Kunsthistoriker, Kunstschriftsteller und Kunstkritiker
- Rudolf Klein-Rhoden (1871–1936), österreichisch-böhmischer Schauspieler
- Rudolf Klein-Rogge (1885–1955), deutscher Schauspieler
- Rupert Klein (* 1959), deutscher Ingenieur und Hochschullehrer
- Ryan Klein (* 1997), niederländischer Cricketspieler

### S
- Saar Klein (* 1967), US-amerikanischer Filmeditor
- Sabine Klein, deutsche Archäometrikerin
- Sabine Vollstädt-Klein (* 1973), deutsche Neurowissenschaftlerin und Hochschullehrerin
- Salomon Klein (1845–1937), österreichischer Ophthalmologe
- Samuel Klein (Theologe) (1784–1835), slowakischer Theologe
- Samuel Klein (1886–1940), israelischer Historiker und Geograph
- Sándor Klein (* 1966), ungarischer Badmintonspieler
- Sandra Klein (Schwimmerin), deutsche Schwimmerin
- Sandra Klein (Pharmazeutin) (* 1970), deutsche Pharmazeutin und Hochschullehrerin
- Sandra Klein (Leichtathletin) (* 1974), deutsche Langstreckenläuferin
- Sara Klein (* 1994), australische Leichtathletin
- Sarah Klein (* 1985), australische Langstreckenläuferin
- Sascha Klein (* 1985), deutscher Wasserspringer
- Sebastian Klein (Moderator) (* 1972), dänischer Schauspieler, Fernsehmoderator und Kinderbuchautor
- Sebastian Klein (Unternehmer) (* 1982), Sachbuchautor und Unternehmer
- Sebastian Klein (Schauspieler) (* 1983), deutscher Schauspieler
- Siegfried Klein (Rabbiner) (1882–1944), deutscher Rabbiner
- Siegfried Klein (Politiker) (* 1923), deutscher Politiker (CDU), MdA Berlin
- Siegmund Klein (1902–1987), deutsch-amerikanischer Kraftakrobat, Bodybuilder und Zeitschriftenverleger
- Sina Klein (* 1983), deutsche Lyrikerin und Übersetzerin
- Sivan Klein (* 1984), israelisches Model
- Stefan Klein (Journalist) (* 1950), deutscher Journalist
- Stefan Klein, Geburtsname von Stefan Kleinkrieg (* 1955), deutscher Rockmusiker
- Stefan Klein (Wissenschaftsautor) (* 1965), deutscher Wissenschaftsjournalist
- Stefan Klein (* 1969), deutscher Grafikdesigner und Briefmarkenkünstler, siehe Klein und Neumann KommunikationsDesign
- Stefan Klein (Politiker) (* 1970), deutscher Politiker (SPD)
- Stefan Klein (Künstler) (* 1983), deutscher Bildender Künstler
- Stella Klein-Löw (1904–1986), österreichische Politikerin
- Stephanie B. Klein (* 1957), deutsche Theologin
- Susanne Klein (1955–2013), deutsche Künstlerin
- Susanne Klein-Vogelbach (1909–1996), Schweizer Gymnastiklehrerin und Physiotherapeutin

### T
- Tammy Klein (* 1963), US-amerikanische Schauspielerin, Synchronsprecherin und Filmschaffende
- Tanja Klein (* 1969), österreichische Radsportlerin
- Tanya Hadar Klein (1947–2014), israelische Dichterin
- Théo Klein (1920–2020), französisch-israelischer Rechtsanwalt
- Theo Klein (1922–2004), deutscher Unternehmensgründer
- Theodor Klein (1820–1865), deutscher Schriftsteller und Lyriker, siehe Georg Theodor Klein
- Theodor Klein (Schriftsteller, 1845) (Théodore Klein; 1845–1935), luxemburgischer Schriftsteller, Typograf und Herausgeber
- Theodor Klein-Happe (1894–1970), deutscher Verleger und Fotograf
- Theodore Donald Klein (* 1947), amerikanischer Verleger und Autor
- Thomas Klein (Klarinettist) (1812–1888), deutsch-österreichischer Klarinettist und Klarinettenlehrer
- Thomas Klein (Historiker) (1933–2001), deutscher Historiker und Hochschullehrer
- Thomas Klein (Fechter), deutscher Fechter
- Thomas Klein (Germanist) (* 1943), deutscher Mediävist und Linguist
- Thomas Klein (Bürgerrechtler) (* 1948), deutscher Bürgerrechtler und Historiker
- Thomas Klein (Soziologe) (* 1955), deutscher Soziologe
- Thomas Klein (Philologe) (* 1957), deutscher Philologe
- Thomas Klein (Politiker) (* 1959), deutscher Politiker (CDU)
- Thomas Klein (Unternehmer) (* 1963), österreichischer Unternehmer
- Thomas Klein (Fußballspieler, 1965) (* 1965), deutscher Fußballspieler
- Thomas Klein (Fußballspieler, 1971) (* 1971), deutscher Fußballspieler
- Thomas Klein (Journalist), deutscher Journalist und Autor
- Thomas M. Klein (* 1962), deutscher Fernsehjournalist und Fernsehproduzent
- Thoralf Klein (* 1967), deutscher Historiker
- Tim Klein (Timotheus Klein; 1870–1944), deutscher Schriftsteller und Journalist
- Tobias Klein (* 1967), deutscher Jazz- und Improvisationsmusiker
- Tony Klein (* 1987), deutscher Ökonom und Finanzmathematiker
- Torben Klein (* 1976), deutscher Sänger, Komponist und Bassist
- Torsten-Jörn Klein (* 1964), deutscher Manager

### U
- Udo Klein (1939–2018), deutscher Fotograf
- Ullrich Klein (1912–nach 1955), deutscher Dramaturg und Schriftsteller, Pseudonym: Klein-Ellersdorf
- Ulrich von Klein (1822–1893), preußischer Generalmajor
- Ulrich Klein (Numismatiker) (* 1942), deutscher Numismatiker
- Ulrich Klein (Physiker) (* 1951), deutscher Physiker und Hochschullehrer
- Ursula Klein (* 1952), deutsche Wissenschaftshistorikerin
- Uta Klein (1958–2019), deutsche Soziologin und Hochschullehrerin
- Uwe Klein (General) (* 1954), deutscher Brigadegeneral
- Uwe Klein (* 1970), deutscher Fußballspieler und -trainer

### V
- Valentin Klein (Geistlicher) (1572–1637), deutscher Pfarrer und Autor
- Verena Klein (* 1976), deutsche Schauspielerin
- Victor Klein, auch Viktor Klein (1892–1943), österreichischer Drehbuchautor und Filmproduzent
- Víctor Klein (1917–1995), chilenischer Fußballspieler
- Viktor Klein (1909–1975), russlanddeutscher Hochschullehrer, Dichter und Schriftsteller
- Vilhelm Klein (1835–1913), dänischer Architekt und Hochschullehrer
- Viola Klein (1908–1973), österreichisch-britische Soziologin
- Viola Klein (Unternehmerin) (* 1958), deutsche Unternehmerin
- Volker Klein (1949–2023), deutscher Fußballspieler
- Volkmar Klein (* 1960), deutscher Politiker (CDU)

### W
- Waldemar Klein (1920–2010), deutscher Fußballfunktionär
- Walter Klein (Heimatforscher) (1877–1952), deutscher Metallkünstler, Hochschullehrer und Heimatforscher
- Walter Klein (Musiktheoretiker) (1882–1961), österreichischer Musiktheoretiker, Komponist und Musikpädagoge
- Walter Klein (Schriftsteller) (1917–1987), österreichisch-deutscher Diplomat und Schriftsteller
- Walter Klein (Botaniker) (1927–2002), deutscher Botaniker und Naturschützer
- Werner Klein (Politiker, 1914) (1914–1964), deutscher Unternehmer und Politiker (FDP)
- Werner Klein (Grafiker) (* 1924), deutscher Grafiker
- Werner Klein (Politiker, 1928) (1928–1985), deutscher Gewerkschafter und Politiker (SPD)
- Werner Klein (Physiker) (* 1932), deutscher Physiker, Hochschullehrer und Fernsehmoderator
- Werner Klein (Toxikologe) (1935–2017), deutscher Toxikologe
- Werner Klein (Mediziner) (1941–2004), österreichischer Kardiologe
- Werner Klein (Regisseur), deutscher Hörspielregisseur
- Werner Klein (Galerist) (* 1964), deutscher Kunstgalerist
- Werner Ludwig Klein (* 1936), deutscher Heimatforscher
- Wilhelm Klein (Fabrikant) (1811–1894), deutscher Maschinenfabrikant
- Wilhelm Klein (Maler) (1821–1897), deutscher Maler
- Wilhelm Klein (Politiker, 1825) (1825–1887), Schweizer Politiker (Freisinnige)
- Wilhelm Klein (Jurist) (1834–1908), deutscher Jurist und Politiker, MdL Preußen
- Wilhelm Klein (Archäologe) (1850–1924), österreichischer Archäologe und Hochschullehrer
- Wilhelm Klein (Tiermediziner) (1885–1955), deutscher Tierphysiologe
- Wilhelm Klein (Mediziner) (1887–1948), deutscher Mediziner, Hygieniker und SS-Mitglied
- Wilhelm Klein (General) (1887–1970), deutscher Generalmajor
- Wilhelm Klein (Theologe) (1889–1996), deutscher Theologe
- Wilhelm Klein (SS-Mitglied, 1893) (1893–??), deutscher SS-Hauptsturmführer
- Wilhelm Klein (Politiker, 1902) (1902–1983), deutscher Politiker (NSDAP), MdL Hessen
- Wilhelm Klein (Schachspieler), deutscher Schachspieler und Verbandsfunktionär
- Willem Klein (1912–1986), niederländischer Kopfrechner
- Willi Klein (1927–1997), deutscher Skirennläufer
- William Klein (1926–2022), US-amerikanischer Maler, Fotograf und Filmregisseur
- Willy Klein (1912–2004), luxemburgischer Kunstturner
- Woldemar Klein (1892–1962), deutscher Zeitschriftenverleger
- Wolf Peter Klein (* 1961), deutscher Germanist
- Wolfgang Klein (Schauspieler, 1908) (1908–1944), deutscher Schauspieler
- Wolfgang Klein (Heimatkundler) (* 1922), deutscher Arzt und Heimatkundler
- Wolfgang Klein (Bildhauer) (* 1931), deutscher Bildhauer
- Wolfgang Klein (Schachredakteur) (1935–1985), deutscher Schachredakteur in Rätselzeitschriften
- Wolfgang Klein (Fußballfunktionär) (1941–2017), deutscher Leichtathlet, TV-Moderator und Sportfunktionär
- Wolfgang Klein (Politiker) (* 1943), deutscher Politiker (SPD)
- Wolfgang Klein (Linguist) (* 1946), deutscher Linguist und Hochschullehrer
- Wolfgang Klein (Journalist) (* 1946), deutscher Journalist
- Wolfgang Klein (Romanist) (* 1948), deutscher Franko-Romanist
- Wolfgang Klein (Schauspieler, 1952) (1952–2020), deutscher Schauspieler und Kommunikationstrainer
- Wolfgang Klein (Leichtathlet) (* 1953), deutscher Diskuswerfer
- Wolfgang Klein (Manager) (* 1964), deutscher Bankmanager
- Wolfgang Klein-Richter (* 1962), deutscher Pianist und Organist
- Wolfhard Klein (* 1949), deutscher Journalist und Schriftsteller
- Wolfram Klein (Schriftsteller) (* 1967), deutscher Historiker
- Wolfram Klein (Fußballspieler) (* 1968), deutscher Fußballspieler

### Y
- Yuri-Gino Klein (* 2001), Schweizer Fußballspieler
- Yves Klein (1928–1962), französischer Künstler des Nouveau Réalisme